# Corazón de Jesús
Corazón de Jesús est l'une des quatorze paroisses civiles de la municipalité de Barinas dans l'État de Barinas au Venezuela. Sa capitale est Barinas, chef-lieu de la municipalité et capitale de l'État, dont elle abrite les quartiers au sud-est du centre. En 2011, sa population s'élève à 58 413 habitants et en 2018 à 67 634 habitants.

## Géographie

### Description et hydrographie
La paroisse est de forme parallélépipédique allongée, les petits côté étant situés au nord-ouest et sud-est. Elle est limitée au nord-est par le río Santo Domingo, au nord-ouest par l'axe de l'avenue 15-Andrés-Varela qui se prolonge en direction du fleuve par l'avenue Olimpica. Côté fleuve qui forme la limite avec la paroisse civile voisine d'Obispos de la municipalité d'Obispos, la rive est longée par l'avenue Industrial. Sa limite sud-ouest est formée par la succession des avenues Agustín-Codazzi et José-Agustín-Figueredo qui se prolongent par la voie régionale (carretera regional, en espagnol) Barinad-Libertad.

### Démographie
La paroisse civile de Corazón de Jesús recouvre intégralement les quartiers sud-est de la ville de Barinas. Uniquement urbaine, la paroisse civile n'abrite aucune autre localité que ces quartiers de la capitale de l'État qui se déploient le long du fleuve, parmi lesquels :
- Barrio Altamira
- Barrio Los Próceres
- Francisco de Miranda
- La Concordia
- Negro Primero
- Punta Gorda
- Sector 1 de Mijagua
- Urbanismo Centauros del Sur

## Sources
- (es) Cet article est partiellement ou en totalité issu de l’article de Wikipédia en espagnol intitulé « Municipio Barinas » (voir la liste des auteurs).